# 人生は、時々晴れ

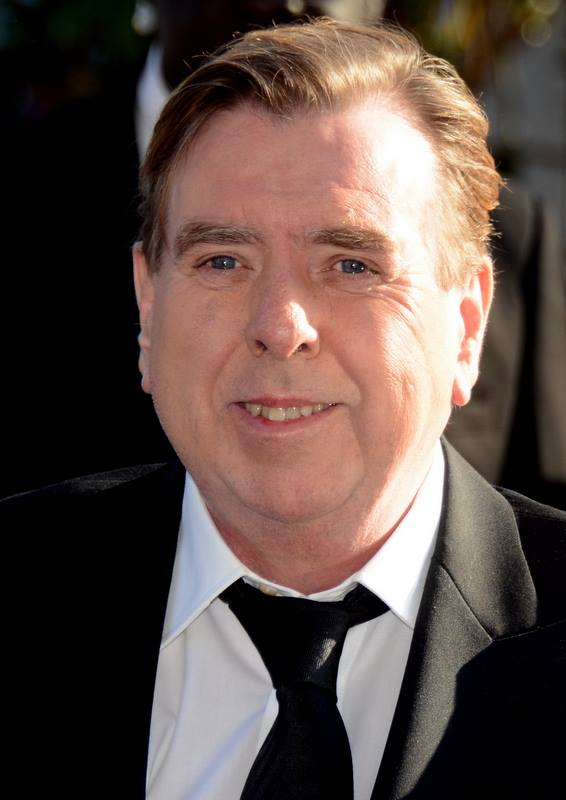
ティモシー・スポール（2014年）

『人生は、時々晴れ』（原題: All or Nothing）は、2002年公開のイギリスの映画。マイク・リー監督作品。
第55回カンヌ国際映画祭パルム・ドールにノミネートされた。

## キャスト
| 役名         | 役名         | 俳優                   | 日本語吹替 |
| ------------ | ------------ | ---------------------- | ---------- |
| フィル       | フィル       | ティモシー・スポール   | 山路和弘   |
| ペニー       | ペニー       | レスリー・マンヴィル   | 駒塚由衣   |
| レイチェル   | レイチェル   | アリソン・ガーランド   | 林真里花   |
| ローリー     | ローリー     | ジェームズ・コーデン   | 高木渉     |
| モーリン     | モーリン     | ルース・シーン         | 一城みゆ希 |
| ドナ         | ドナ         | ヘレン・コーカー       | 高橋理恵子 |
| ロン         | ロン         | ポール・ジェッソン     | 水野龍司   |
| キャロル     | キャロル     | マリオン・ベイリー     | 小宮和枝   |
| サマンサ     | サマンサ     | サリー・ホーキンス     | 小林さやか |
| ジェイソン   | ジェイソン   | ダニエル・メイズ       | 竹若拓磨   |
| クレイグ     | クレイグ     | ベン・クロンプトン     | 川島得愛   |
| シド         | シド         | サム・ケリー           | 佐々木敏   |
| ダイナ       | ダイナ       | ディヴィーン・ヘンリー | 斎藤恵理   |
| ネヴィル     | ネヴィル     | ゲイリー・マクドナルド | 横堀悦夫   |
| ケアワーカー | ケアワーカー | ミシェル・オースティン | 深水由美   |
| セシル       | セシル       | キャスリン・ハンター   | 定岡小百合 |
| 修理工       | 修理工       |                        | 根本泰彦   |
| 歌うおじさん | 歌うおじさん |                        | 宝亀克寿   |
| 医師         | 医師         |                        | 小森創介   |
| 乗り逃げの男 | 乗り逃げの男 |                        | 川村拓央   |
| 看護婦       | 看護婦       |                        | 黒川なつみ |

## スタッフ
- 監督/脚本：マイク・リー
- 製作：サイモン・チャニング＝ウィリアムズ、アラン・サルド
- 音楽：アンドリュー・ディクソン
- 製作総指揮：ピエール・エデルマン
- 撮影：ディック・ポープ
- 美術：イヴ・スチュアート
- 編集：レスリー・ウォーカー
- 衣装：ジャクリーン・デュラン

## 日本語吹替えスタッフ
- プロデューサー：中嶋唯雄
- 字幕翻訳：古田由紀子
- 吹替翻訳：中村久世
- 吹替版演出：松岡裕紀
- 調整：重光秀樹
- 担当：別府憲治
- 制作：ケイエスエス